# فناوری صفحه‌کلید

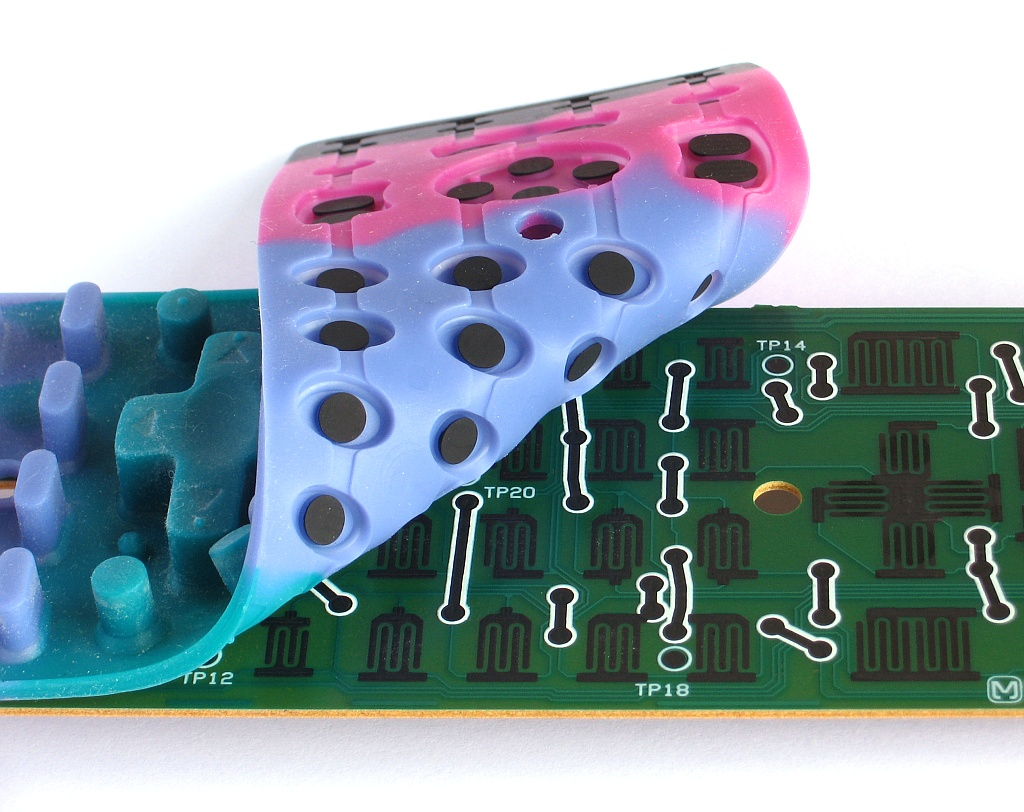
ساختار چهار لایه یک صفحه‌کلید

کی بردهای کامپیوتر بر مبنای نوع کلیدی که در آن‌ها استفاده می‌شود طبقه‌بندی می‌شوند. کی برد‌های الفبایی معمولاً بین 80 تا 110 کلید دارند. تکنولوژی به زمان پاسخ گویی و میزان مسافت فشردن کی برد کمک کرده‌است. کی برد‌های جدید از تلفیقی از تکنولوژی‌ها استفاده می‌کنند تا در هزینه‌ها صرفه جویی شود. 

## انواع

### کی برد‌های غشایی
دو نوع کی برد  مبتنی بر غشا وجود دارد. 1- کی برد غشایی هموار، 2 کی برد غشایی تمام حرکت
کی برد غشایی هموار معمولاً در دستگاهای کپی یا مانند آن استفاده می‌شود. طراحی متداول آن یک طراحی سه لایه است. لایه اول که بالاترین لایه هست شامل علامت‌های حروف می‌باشد. لایه دوم لایه فاصله است که که لایه اول را از لایه سوم بالاتر نگه میدارد. تا هنگامی که دکمه‌ها فشار داده می‌شوند اتصال برقرار شود. و لایه اخر  لایه مدار است. که مشخص می‌کند کدام کلید فشار داده شد هاست.

## سوئیچ صفحه کلید قیچی
یک نمونه خاص از صفحه کلید‌های کامپیوتری گنبدی، صفحه کلید سوئیچ قیچی است. کلید‌ها به واسطه دو قطعه پلاستیکی به شکل قیچی صفحه کلید متصل می‌شوند.
صفحه کلید‌های قیچی به نسبت گران قیمت هستند. و تمییز کردن آن‌ها نیز مشکل است. اما کمتر احتمال دارد که چیزی بین کلید‌ها گیر کند. 

## References
1. ↑  Topre keyboard documentation, describing various features  بایگانی‌شده  در ۲۳ ژوئیه ۲۰۱۹ توسط Wayback Machine and they software manual pdf بایگانی‌شده  در ۱۷ سپتامبر ۲۰۲۱ توسط Wayback Machine
2. ↑  "Mechanical vs membrane keyswitches", Keyboards, CA: Ergo, archived from the original on 22 February 2012, retrieved 21 April 2009.
3. ↑  «Mechanical vs. Membrane vs. Scissor-Switch Membrane Keyswitches on Keyboards by ErgoCanada.com». www.ergocanada.ca. دریافت‌شده در ۲۰۱۷-۰۱-۰۳.